# موزه ملی پلی‌تکنیک
موزه ملی پلی تکنیک (به بلغاری: Национален политехнически музей) یک موزه علم است که در صوفیه بلغارستان واقع شده است. این موزه در ۱۳ می ۱۹۵۷ میلادی بنا شده و مالک آن وزارت فرهنگ بلغارستان است. موزه دار این بنا لوبا داشووسکا است و سالانه حدود ۳۰٬۰۰۰ بازدیدکننده دارد.